# Thymolphtaléine
La thymolphtaléine est un indicateur de pH. Sa zone de virage se situe entre pH 9,3 et pH 10,5. Elle est incolore en milieu acide et bleue en milieu basique.
Une autre zone de virage peu connue se situe en milieu très acide pH ≈ 0 de couleur rouge.
| Couleurs de la thymolphtaléine | forme acide incolore | zone de virage pH 9.3 à pH 10.5 | forme basique bleu |

| Couleurs de la thymolphtaléine | forme très acide rouge | zone de virage pH 0 à pH 9,3 | forme acide incolore |